# Lars Ahlin
Lars Ahlin (Sundsvall, 4 aprile 1915 – Stoccolma, 11 marzo 1997) è stato uno scrittore svedese.
Di famiglia operaia e militante di sinistra, autodidatta, fin dal suo primo romanzo, Tab e il manifesto (1943), reagì alla narrativa di orientamento psicologico. Nella sua opera populismo marxista e umanitarismo cristiano si intrecciano alla caratterizzazione dei personaggi, come il patetico Aron di Pio assassinio (1952) o la madre di Il bastoncino di cannella (1953). 
Dopo un periodo di intensa creatività (fra i titoli: Nessun occhio mi aspetta, 1944; La mia morte è mia, 1945; Se, 1946; Corteccia e fogliame, 1961), Ahlin si è ritirato per molti anni dalla scena letteraria, alla quale ha fatto ritorno con il romanzo Annibale il vincitore (1982, scritto insieme con la moglie) e l'autobiografia La sesta bocca (1985). 

## Opere scelte
- Tåbb med manifestet (1943)
- Inga ögon väntar mig (1944)
- Min död är min (1945)
- Storm kring Ahlin (1945)
- Om (1946)
- Jungfrun i det gröna (1947)
- Fångnas glädje (1947)
- Egen spis (1948)
- Lekpaus (1948)
- Eld av eld (1949)
- Huset har ingen filial (1949)
- Ung man med manifest (1951)
- Fromma mord (1952)
- Kanelbiten (1953)
- Wielkie Zapomnienie. Pierwsza książa Zachariasza (1954)
- Kvinna, kvinna (1955)
- Natt i marknadstältet (1957)
- Gilla gång (1958)
- Nattens ögonsten (1958)
- Bark och löv (1961)
- Hannibal Segraren (1982)
- Tal på Övralid 1983 (1983)
- Sjätte munnen (1985)
- Vaktpojkens eld (1986)
- Din livsfrukt (1987)
- 4 pjäser (1990)
- De sotarna! De sotarna! (1990)
- Det florentinska vildsvinet (1991)
- Estetiska Essayer (1994)
- Sjung för de dömda! (1995)
- Breviarium (1996)
- Landsatt per fallskärm (2002)
- Som guld i glöd (2007)